# Барбара Герші
Барбара Герші (англ. Barbara Hershey; нар. 5 лютого 1948) — американська акторка.

## Біографія
Барбара народилася 5 лютого 1948 року в Голлівуді. Батько, Арнольд Натан Герцштейн, був професійним гравцем і оглядачем перегонів на іподромі. Дідусь і бабуся по батьківській лінії — Семьюел Герцштейн і Дора Сейбл — єврейські іммігранти з Угорщини та Росії. Її мати, Мелроуз Мур, родом з Арканзасу, була пресвітеріанткою ірландського походження. У 1966 році Барбара закінчила середню школу Голлівуду.

## Кар'єра
У 1965 році почала зніматися на телебаченні. Її перша роль була у серіалі «Gidget». У 1966 році вона увійшла до основного складу акторів серіалу «Монро». Після кількох місяців зйомок вирішила, що проєкт їй абсолютно не цікавий і всіляко гальмує її творчий розвиток. Знімалася у фільмі «Шестеро під одним дахом» (1968) разом з Доріс Дей. Зіграла роль у вестерні «Небо з пістолетом» (1969) за участю Девіда Керрадайна. Також знімалася у таких фільмах, як «Останнє літо» (1969), «Берта на прізвисько „Товарний вагон“» (1972), «Трюкач» (1980), «Ханна і її сестри» (1986), «Остання спокуса Христа» (1988).

## Особисте життя
З 1969 по 1975 рік зустрічалася з актором Девідом Керрадайном, народила сина Фрі (1972), пізніше він взяв звичайне ім'я Том. З 8 серпня 1992 по 1993 рік була у шлюбі з художником Стівеном Дугласом. З 1998 по 2009 рік жила з актором Невіном Ендрюсом, з яким познайомилася на знімальному майданчику картини «Потонути на суші» (1999).

## Фільмографія
| Рік       |    | Українська назва                                                                  | Оригінальна назва                                             | Роль                        |
| --------- | -- | --------------------------------------------------------------------------------- | ------------------------------------------------------------- | --------------------------- |
| 1965—1966 | с  |                                                                                   | Gidget                                                        | Еллен / Карен               |
| 1966      | с  | Дочка фермера                                                                     | The Farmer's Daughter                                         | Люсі                        |
| 1966      | с  | Боб Хоуп представляє                                                              | Bob Hope Presents the Chrysler Theatre                        | Кейсі Голловей              |
| 1966—1967 | с  | Монро                                                                             | The Monroes                                                   | Кеті Монро                  |
| 1967      | с  | Деніел Бун                                                                        | Daniel Boone                                                  | Діна Габбард                |
| 1968      | с  | Бігти від твого життя                                                             | Run for Your Life                                             | Саро-Джейн                  |
| 1968      | с  | Загарбники                                                                        | The Invaders                                                  | Бет Фергюсон                |
| 1968      | с  | Високий чагарник                                                                  | The High Chaparral                                            | Мунфайр                     |
| 1968      | тф |                                                                                   | The Princess and Me                                           |                             |
| 1968      | ф  | Шестеро під одним дахом                                                           | With Six You Get Eggroll                                      | Стейсі Айверсон             |
| 1969      | ф  | Небо з пістолетом                                                                 | Heaven with a Gun                                             | Лелупа                      |
| 1969      | ф  | Останнє літо                                                                      | Last Summer                                                   | Сенді                       |
| 1970      | ф  | Звільнення Л. Б. Джонса                                                           | The Liberation of L.B. Jones                                  | Нелла Мандіно               |
| 1970      | с  | Інсайт                                                                            | Insight                                                       | Джуді                       |
| 1970      | ф  | Виробниця дітей                                                                   | The Baby Maker                                                | Тіш Грейді                  |
| 1971      | ф  | У погоню за щастям                                                                | The Pursuit of Happiness                                      | Джейн Кауффман              |
| 1972      | ф  | Угода, або Блюз про втрачену сумку з сорока цеглинами по дорозі з Берклі в Бостон | Dealing: Or the Berkeley-to-Boston Forty-Brick Lost-Bag Blues | Сьюзен                      |
| 1972      | ф  | Берта на прізвисько «Товарний вагон»                                              | Boxcar Bertha                                                 | Берта                       |
| 1973      | ф  | Любов приходить непомітно                                                         | Love Comes Quietly                                            | Анжела                      |
| 1973      | с  |                                                                                   | Love Story                                                    | Фаррелл Едвардс             |
| 1974      | с  | Кунг-фу                                                                           | Kung Fu                                                       | Нан Чі                      |
| 1974      | ф  | Божевільний світ Джуліуса Врудера                                                 | The Crazy World of Julius Vrooder                             | Занні                       |
| 1975      | ф  | Ти і я                                                                            | You and Me                                                    | офіціантка                  |
| 1975      | ф  | Діаманти                                                                          | Diamonds                                                      | Саллі                       |
| 1976      | ф  | Судовий поєдинок                                                                  | Trial by Combat                                               | Маріон Еванс                |
| 1976      | ф  | Останні круті люди                                                                | The Last Hard Men                                             | Сьюзен Баргейт              |
| 1976      | тф | Повінь!                                                                           | Flood!                                                        | Мері Катлер                 |
| 1977      | тф | Звинувачення проти жінки                                                          | In the Glitter Palace                                         | Еллен Ланге                 |
| 1977      | тф | Просто невелике занепокоєння                                                      | Just a Little Inconvenience                                   | Ніккі Клаусінг              |
| 1977      | тф | Сонячне Різдво                                                                    | Sunshine Christmas                                            | Коді Бланкс                 |
| 1979      | тф | Людина на ім'я Безстрашний                                                        | A Man Called Intrepid                                         | Мадлен                      |
| 1980      | тф | Ангел на моєму плечі                                                              | Angel on My Shoulder                                          | Джулі                       |
| 1980      | с  |                                                                                   | From Here to Eternity                                         | Карен Холмс                 |
| 1980      | ф  | Трюкач                                                                            | The Stunt Man                                                 | Ніна Франклін               |
| 1981      | ф  | Американа                                                                         | Americana                                                     | дочка Джесс                 |
| 1981      | ф  | Візьми цю роботу і засунь її подалі                                               | Take This Job and Shove It                                    | Дж.М. Галстед               |
| 1982      | ф  | Вічність                                                                          | The Entity                                                    | Карла Моран                 |
| 1982      | тф | Сутінковий театр                                                                  | Twilight Theater                                              | різні ролі                  |
| 1982      | с  | Американський театр                                                               | American Playhouse                                            | Ленор / дівчина за викликом |
| 1983      | с  | Театр чарівних історій                                                            | Faerie Tale Theatre                                           | покоївка                    |
| 1983      | ф  | Справжні чоловіки                                                                 | The Right Stuff                                               | Гленніс Єгер                |
| 1984      | ф  | Природний дар                                                                     | The Natural                                                   | Гаррієт Бірд                |
| 1985      | с  | Альфред Гічкок представляє                                                        | Alfred Hitchcock Presents                                     | Джессі Дін                  |
| 1985      | тф |                                                                                   | My Wicked, Wicked Ways: The Legend of Errol Flynn             | Лілі Даміта                 |
| 1986      | тф | Квітка пристрасті                                                                 | Passion Flower                                                | Джулія Гейтланд             |
| 1986      | ф  | Ганна та її сестри                                                                | Hannah and Her Sisters                                        | Лі                          |
| 1986      | ф  | Команда зі штату Індіана                                                          | Hoosiers                                                      | Майра Флінер                |
| 1987      | ф  | Алюмінієві чоловічки                                                              | Tin Men                                                       | Нора Тіллі                  |
| 1987      | ф  | Сором'язливі люди                                                                 | Shy People                                                    | Рут                         |
| 1988      | ф  | Розділений світ                                                                   | A World Apart                                                 | Діана Рот                   |
| 1988      | ф  | Остання спокуса Христа                                                            | The Last Temptation of Christ                                 | Марія Магдалина             |
| 1988      | ф  | На пляжі                                                                          | Beaches                                                       | Гілларі Вітні Ессекс        |
| 1990      | тф | Убивство в маленькому місті                                                       | A Killing in a Small Town                                     | Кенді Моррісон              |
| 1990      | ф  | Налаштуйте радіоприймачі завтра                                                   | Tune in Tomorrow...                                           | тітка Джулія                |
| 1991      | ф  | Періс Траут                                                                       | Paris Trout                                                   | Ганна Троут                 |
| 1991      | ф  | Беззахисний                                                                       | Defenseless                                                   | Тельма Кнудсен Катіуллер    |
| 1992      | ф  | Фотограф                                                                          | The Public Eye                                                | Кей Левітц                  |
| 1992      | тф | Залишся на ніч                                                                    | Stay the Night                                                | Джиммі Сью Фінгер           |
| 1993      | тф | Самотній голуб: Повернення                                                        | Return to Lonesome Dove                                       | Клара Аллен                 |
| 1993      | тф | Авраам                                                                            | Abraham                                                       | Сара                        |
| 1993      | ф  | З мене досить                                                                     | Falling Down                                                  | Елізабет Тревіньо           |
| 1993      | ф  | Діти свінгу                                                                       | Swing Kids                                                    | Фрау Мюллер                 |
| 1993      | ф  | Переплутані спадкоємці                                                            | Splitting Heirs                                               | Герцогиня Люсінда           |
| 1993      | ф  | Небезпечна жінка                                                                  | A Dangerous Woman                                             | Франческа                   |
| 1995      | ф  | Останній з собачого племені                                                       | Last of the Dogmen                                            | професор Ліліан Діана Слоан |
| 1996      | ф  | Чужі похорони                                                                     | The Pallbearer                                                | Рут Абернаті                |
| 1996      | ф  | Портрет леді                                                                      | The Portrait of a Lady                                        | Мадам Серена Мерле          |
| 1998      | ф  | Жаби для змій                                                                     | Frogs for Snakes                                              | Єва Сантана                 |
| 1998      | тф | Сходи                                                                             | The Staircase                                                 | мати Меделін                |
| 1998      | ф  | Донька солдата ніколи не плаче                                                    | A Soldier's Daughter Never Cries                              | Марселла Вілліс             |
| 1999      | ф  | Сніданок для чемпіонів                                                            | Breakfast of Champions                                        | Селія Гувер                 |
| 1999      | ф  | Пристрасть                                                                        | Passion                                                       | Роуз Грейнджер              |
| 1999      | ф  | Потонути на суші                                                                  | Drowning on Dry Land                                          | Кейт                        |
| 1999—2000 | с  | Надія Чикаго                                                                      | Chicago Hope                                                  | доктор Франческа Албергетті |
| 2001      | ф  | Лантана                                                                           | Lantana                                                       | доктор Валері Сомерс        |
| 2002      | тф | Даніель Деронда                                                                   | Daniel Deronda                                                | Графиня Марія Алхарісі      |
| 2003      | тф | Голод                                                                             | Hunger Point                                                  | Марша Гантер                |
| 2003      | тф | Незнайомець поруч зі мною                                                         | The Stranger Beside Me                                        | Енн Руле                    |
| 2003      | ф  | 11:14                                                                             | 11:14                                                         | Норма                       |
| 2004      | ф  | Верхи на кулі                                                                     | Riding the Bullet                                             | Джен Паркер                 |
| 2004      | тф | Рай                                                                               | Paradise                                                      | Елізабет Рай                |
| 2004—2005 | с  | Гора                                                                              | The Mountain                                                  | Дженні Карвер               |
| 2007      | ф  | Птахи не літають у Раю                                                            | The Bird Can't Fly                                            | Мелоді                      |
| 2007      | ф  | Любов приходить пізно                                                             | Love Comes Lately                                             | Розалі                      |
| 2008      | ф  | Не зіткнись із зорями                                                             | Uncross the Stars                                             | Гільда                      |
| 2008      | ф  | Бездітна                                                                          | Childless                                                     | Наталі                      |
| 2008      | тф | Енн з Зелених дахів: новий початок                                                | Anne of Green Gables: A New Beginning                         | Енн Ширлі                   |
| 2009      | ф  | Альберт Швейцер                                                                   | Albert Schweitzer                                             | Елен Швейцер                |
| 2010      | с  | Пуаро Агати Крісті                                                                | Agatha Christie's Poirot                                      | Керолайн Габбард            |
| 2010      | ф  | Чорний лебідь                                                                     | Black Swan                                                    | Еріка Сейерс / Королева     |
| 2010      | ф  | Астрал                                                                            | Insidious                                                     | Лоррейн Ламберт             |
| 2011      | ф  | Відповіді ні до чого                                                              | Answers to Nothing                                            | Мерилін                     |
| 2012      | тф |                                                                                   | Left to Die                                                   | Сандра Чейз                 |
| 2013      | ф  | Астрал. Частина 2                                                                 | Insidious: Chapter 2                                          | Лоррейн Ламберт             |
| 2014      | ф  |                                                                                   | Sister                                                        | Сьюзен Прессер              |
| 2014      | с  | Якось в країні чудес                                                              | Once Upon a Time in Wonderland                                | Кора Міллс                  |
| 2012—2015 | с  | Якось у казці                                                                     | Once Upon a Time                                              | Кора Міллс                  |
| 2016      | с  | Деміен                                                                            | Damien                                                        | Енн Рутледж                 |
| 2016      | ф  | Дев’яте життя Луї Дракса                                                          | The 9th Life of Louis Drax                                    | Вайолет                     |
| 2022      | ф  | Дев'ять життів                                                                    | 9 Bullets                                                     | Лейсі                       |
| 2023      | ф  | Переслідувач                                                                      | Strange Darling                                               | Женев'єва                   |